# رضا خطیبی
رضا خطیبی (۶ تیر ۱۳۴۸) کارگردان و فیلم‌نامه‌نویس اهل کشور ایران است.

## زندگی‌نامه

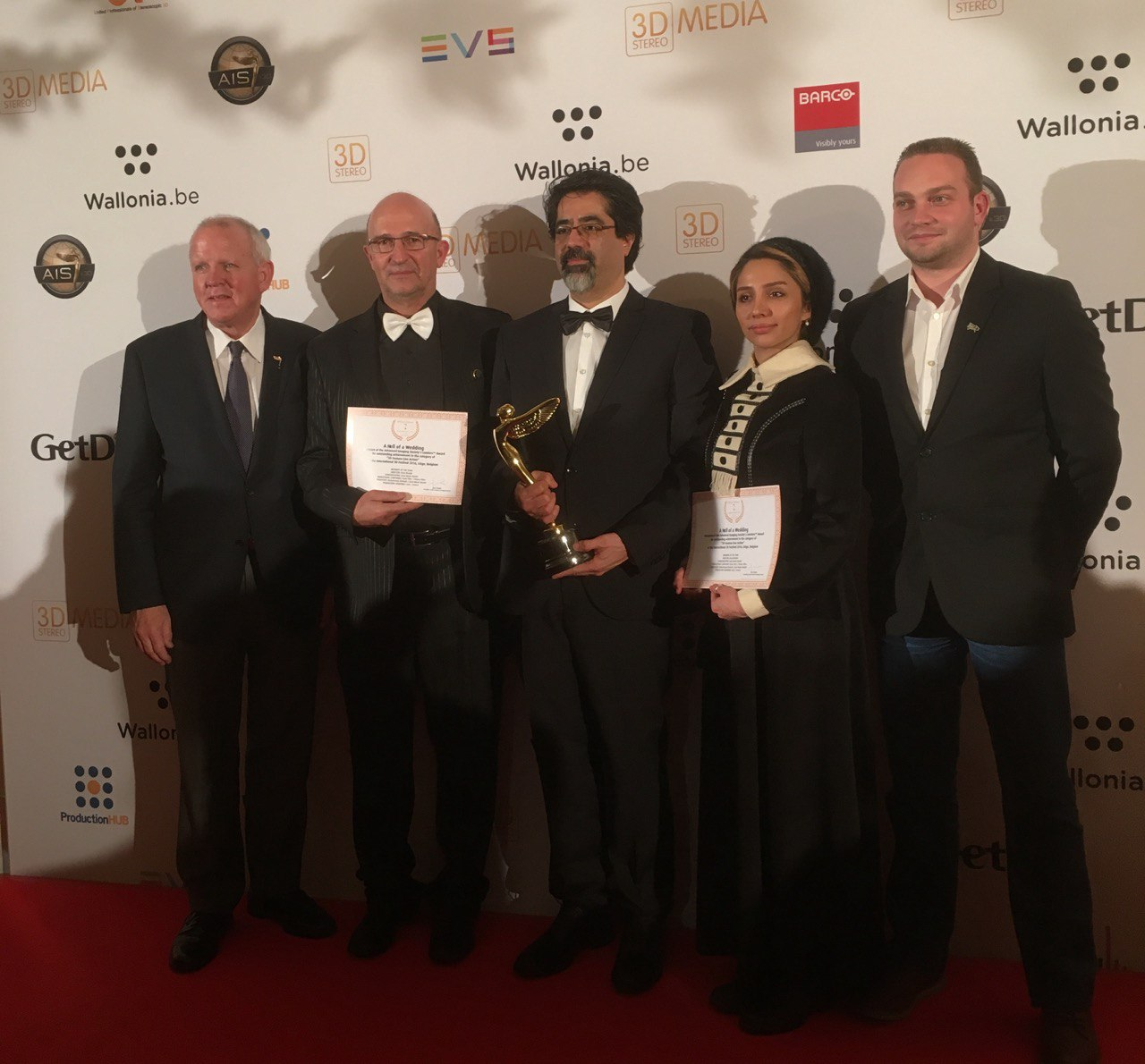
اختتامیه هشتمین دوره جشنواره سه بعدی استریو مدیا.

رضا خطیبی در تهران زاده شد و تحصیلات پایه را در ایران گذراند و در ۱۶ سالگی به فرانسه مهاجرت کرد و در این کشور بزرگ شد. در فرانسه به تئاتر وارد شد و با ساخت اولین فیلم کوتاه خود که یک داستان پلیسی بود پا به عرصه سینما گذاشت. پس از آن بعد از ۱۷ سال به ایران رفت و فیلم ۷ روز در تهران (۱۳۸۱) را ساخت که با موفقیت در جشنواره فجر همراه شد. برای ساخت این فیلم بلند سینمایی، ژان ماری بوله، سرمایه اندکی در اختیار او گذاشت تا اولین فرصت سینمایی در اختیارش قرار گرفته شده باشد. این فیلم در ایران به «فرداهای قشنگ تهران» شهرت دارد. خطیبی پس از آن آثار دیگری چون در شهر خبری نیست، هست (۱۳۸۶) و حریم (۱۳۸۸) را ساخت اما با ساخت فیلم جنجال در عروسی (۱۳۹۵) که اولین فیلم سه‌بعدی ایرانی بود به شهرت رسید.

## فیلم‌شناسی

### سینمایی
- ۷ روز در تهران (۱۳۸۱)
- در شهر خبری نیست، هست (۱۳۸۶)
- حریم (۱۳۸۸)
- جنجال در عروسی (۱۳۹۵)